# Marina Langner
Marina Langner (Düsseldorf, 21 maggio 1954) è una modella e attrice tedesca.

## Biografia
Classica bellezza nordica, bionda, occhi azzurri e dal fisico statuario, è stata Miss Germania nel 1975 e seconda classificata a Miss Mondo nel novembre dello stesso anno. Dopo la carriera di modella ha intrapreso per qualche anno quella di attrice cinematografica, girando due film anche in Italia: Odio le bionde nel 1980, diretto da Giorgio Capitani con Enrico Montesano e Banana Joe nel 1982, diretta da Steno al fianco di Bud Spencer. Attualmente vive a Monaco di Baviera.

## Filmografia
- Frauenstation, regia di Rolf Thiele (1977)
- Ensalada Baudelaire, regia di Leopoldo Pomés (1978)
- Odio le bionde, regia di Giorgio Capitani (1980)
- Banana Joe, regia di Steno (1982)

## Doppiatrici italiane
- Maria Pia Di Meo in Banana Joe